# Benoicanthus tachiadenus
Benoicanthus tachiadenus är en akantusväxtart som beskrevs av Hermann Heino Heine och A. Raynal. Benoicanthus tachiadenus ingår i släktet Benoicanthus och familjen akantusväxter. Inga underarter finns listade i Catalogue of Life.